# Graft-De Rijp
Graft-De Rijp és un municipi de la província d'Holanda del Nord, al centre-oest dels Països Baixos. L'1 de gener de 2009 tenia 6.519 habitants repartits per una superfície de 21,75 km² (dels quals 1,62 km² corresponen a aigua). Limita al nord amb Schermer, a l'oest amb Castricum, a l'est amb Beemster i al sud amb Uitgeest i Wormerland.

## Centres de població
- De Rijp
- Graft
- Markenbinnen
- Noordeinde
- Oost-Graftdijk
- Starnmeer
- West-Graftdijk

## Ajuntament
El consistori està format per 13 regidors:
- CDA - 4 regidors
- PvdA - 4 regidors
- VVD - 4 regidors
- Gemeentenbelangen - 1 regidor